# Сократ (издательство)
Сокра́т — российское книжное издательство, основанное в 1994 году. Расположено в Екатеринбурге по адресу ул. Мамина-Сибиряка, д. 58.

## История
В 1992 году в Екатеринбурге была учреждена фирма «Сунгирь», занимавшаяся издательской деятельностью. В 1994 году на её базе было основано издательство «Сократ», специализировавшееся на издательстве детской литературы. В 1996 году компания была преобразована в Издательский дом «Сократ», начав выпуск художественной и научно-популярной литературы, а также различной полиграфической продукции. Часть сотрудников, включая главного редактора Е. С. Зашихина, перешла в «Сократ» из Средне-Уральского книжного издательства.
Издательство публикует циклы книг по истории Урала, наиболее популярными среди которых стали серии «Урал: История в ликах rородов», «У истоков уральского предпринимательства» (книга «Род Демидовых» из цикла получила приз как лучшее краеведческое издание Урала в 2013 году), «Жизнь замечательных уральцев». Для средней школы издание выпустило учебно-методические циклы «История Урала», «Народы и культуры Урала», «Региональная эколоrия» и другие. Издательство сотрудничает с институтами УрО РАН и вузами Екатеринбурга, Челябинска, Перми, Тюмени, учёные которых являются авторами публикаций.
В 2017 году в издательстве в серии «Жизнь замечательных уральцев» вышла книга Андрея Щупова, посвящённая В. П. Крапивину. Спонсором издания книги стал Д. В. Каменщик. В этом же году арендодатели через суд взыскивали с издательства долги по оплате аренды офисных помещений. Представители «Сократа» частично признали и компенсировали долг.
Руководитель издательства — А. А. Мороз.

## Награды
- Малая медаль Российской академии архитектуры (1999)[1].
- Диплом лауреата конкурса «Лучшие книги года» (2003, 2007, 2011, 2012, 2013)[1].
- Диплом за победу во Всероссийском конкурсе региональной и краеведческой литературы «Малая Родина» (2008, 2009)[1].
- Книга года (под эгидой Управления культуры администрации Екатеринбурга) (2020)[5].